# Paria pratensis
Paria pratensis är en skalbaggsart som beskrevs av Balsbaugh 1970. Paria pratensis ingår i släktet Paria och familjen bladbaggar. Inga underarter finns listade i Catalogue of Life.